# 陷下马蹄吸虫
陷下马蹄吸虫（学名：Maritrema subdolum）为微茎科马蹄属的动物。分布于欧洲、波罗的海地区、亚洲以及中国大陆的广西壮族自治区北海市等地，营寄生生活，终末宿主矶鹬（Tringa hypoleucos = Actitis hypoleucos (Linnaeus, 1758) ）、红脚鹬（Tringa totanus）等，寄生在肠部。